# Sistema Dominic
El sistema Dominic es una técnica mnemotécnica utilizada para memorizar secuencias de dígitos. Es similar al sistema mayor o sistema fonético. Fue ideado y utilizado en competición por el ocho veces campeón del mundo Dominic O'Brien.
El sistema consiste en asociar una letra a cada número. Una vez convertido el número a letras, se agrupan de dos en dos. A cada pareja de letras se le asocia un personaje con esas mismas iniciales (por ejemplo "BG" podría asociarse con Bill Gates) y una acción. El método consiste en ir alternando un personaje de un par de números con una acción del siguiente par de números.

## Conversión de números a personajes
Para llevar a cabo esta codificación, a cada dígito se le asocia una letra usando la siguiente tabla. Estas letras serán las iniciales del personaje que representa al número. Por ejemplo, el número 12 se corresponde con las iniciales AB, por lo que se puede asociar a Antonio Banderas.
| Número | 1 | 2 | 3 | 4 | 5 | 6 | 7 | 8 | 9 | 0 |
| Letra  | A | B | C | D | E | S | G | H | N | O |

## Codificación de parejas de dígitos como acciones
Una vez que cada pareja de dígitos se ha asociado con un personaje, se puede fácilmente asociar una acción a dicho personaje. Por ejemplo, si se elige representar AE como el físico Albert Einstein, se podría asociar a la acción de estar sacando la lengua frente a una pizarra.

## Uso
Para cada cuatro números (dos parejas), se crea una historia utilizando el personaje de la primera pareja con la acción asociada a la segunda pareja. Por ejemplo, el número 1215 se correspondería con ABAE, y se representaría como Antonio Banderas sacando la lengua frente a una pizarra.
El proceso es idéntico para números más largos, conformándose una historia más fácil de recordar que los números originales.